# Молодіжний чемпіонат світу з футболу 2013

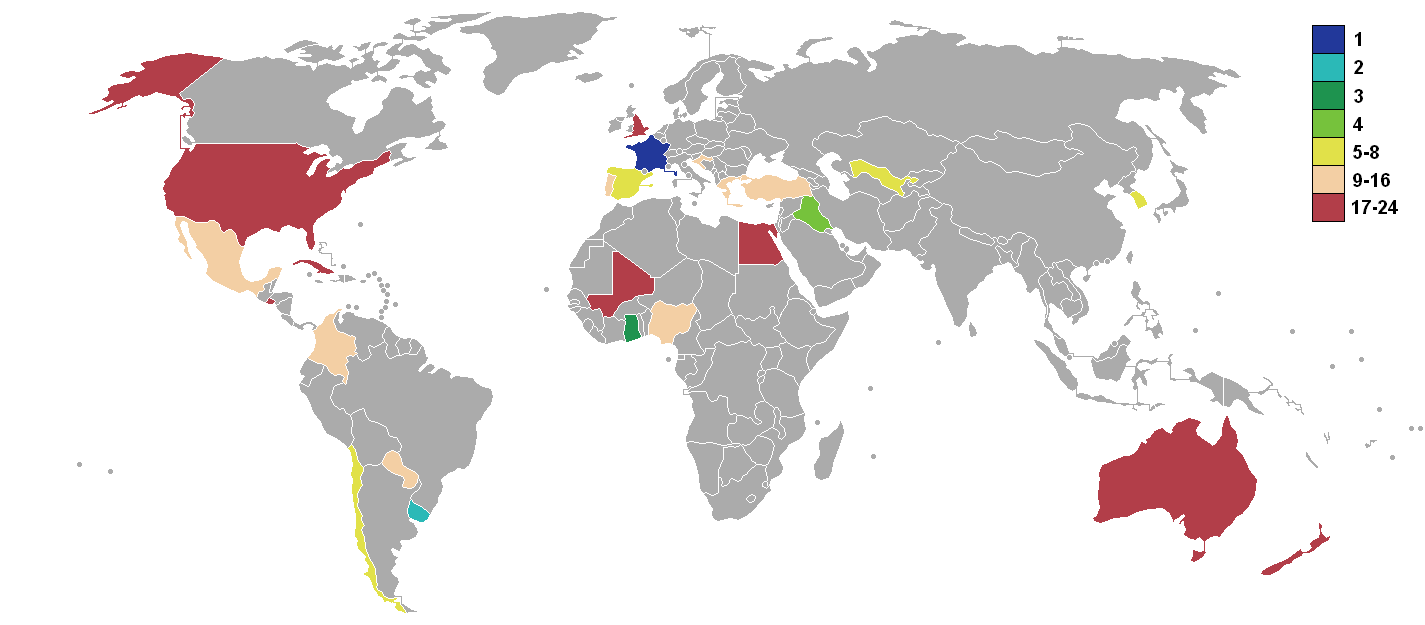
Учасники турніру

Молодіжний чемпіонат світу з футболу 2013 року (англ. 2013 FIFA U-20 World Cup) - 19-ий розіграш молодіжного чемпіонату світу, що проходив з 21 червня 2013 року до 13 липня 2013 року. На засіданні ФІФА в Цюриху 3 березня 2011 року господарем була обрана Туреччина, яка перемогла заявки від ОАЕ та Узбекистану. У своїй заявці Туреччина запропонувала використовувати 13 стадіонів у 10 містах, але у лютому 2012 року було вирішено, що лише сім міст будуть приймати матчі.
Цей турнір став першим в історії змагань, на який не потрапила ані Аргентина ані Бразилія (найуспішніші команди чемпіонату). При цьому Бразилія лише вдруге пропускала молодіжний чемпіонат світу (вперше на турнірі 1979 року).
Вперше молодіжний чемпіонат світу виграла Франція, завдяки чому ця країна стала першою, що здобула усі п'ять міжнародних турнірів під егідою ФІФА (Чемпіонат світу, Кубок конфедерацій, Молодіжний чемпіонат світу, Чемпіонат світу серед 17-річних та Олімпійський футбольний турнір).

## Вибір господаря
17 січня 2011 року, в останній день подачі заявок, три асоціації підтвердили, що вони подаватимуть заявку на проведення турніру. Ані Туреччина, ані Узбекистан раніше не приймали у себе турнір ФІФА, в той час як ОАЕ були господарями молодіжного чемпіонату світу 2003 року.
- Туреччина
- Об'єднані Арабські Емірати
- Узбекистан
- Зімбабве (відкликали заявку)

ФІФА оголосила Туреччину господарями після засідання Ради в Цюриху 3 березня 2011 року.

## Стадіони
| Стамбул                                                                                                   | Стамбул                                                                        | Стамбул                                                                        | Бурса                                                                          | Бурса                                                                          | Бурса                                                                          | Анталія                                                                         | Анталія                                                                         | Анталія                                                                         | Трабзон                                                                        | Трабзон                                                                        | Трабзон                                                                        |
| --- | ------------------------------------------------------------------------------ | ------------------------------------------------------------------------------ | ------------------------------------------------------------------------------ | ------------------------------------------------------------------------------ | ------------------------------------------------------------------------------ | ------------------------------------------------------------------------------- | ------------------------------------------------------------------------------- | ------------------------------------------------------------------------------- | ------------------------------------------------------------------------------ | ------------------------------------------------------------------------------ | ------------------------------------------------------------------------------ |
| Тюрк-Телеком-Арена                                                                                        | Тюрк-Телеком-Арена                                                             | Тюрк-Телеком-Арена                                                             | Бурса Ататюрк                                                                  | Бурса Ататюрк                                                                  | Бурса Ататюрк                                                                  | Стадіон Університету Акденіз                                                    | Стадіон Університету Акденіз                                                    | Стадіон Університету Акденіз                                                    | Хюсеїн Авні Акер                                                               | Хюсеїн Авні Акер                                                               | Хюсеїн Авні Акер                                                               |
| 41°6′10.33″ пн. ш. 28°59′25.51″ сх. д. / 41.1028694° пн. ш. 28.9904194° сх. д.                            | 41°6′10.33″ пн. ш. 28°59′25.51″ сх. д. / 41.1028694° пн. ш. 28.9904194° сх. д. | 41°6′10.33″ пн. ш. 28°59′25.51″ сх. д. / 41.1028694° пн. ш. 28.9904194° сх. д. | 40°11′33.53″ пн. ш. 29°2′55.52″ сх. д. / 40.1926472° пн. ш. 29.0487556° сх. д. | 40°11′33.53″ пн. ш. 29°2′55.52″ сх. д. / 40.1926472° пн. ш. 29.0487556° сх. д. | 40°11′33.53″ пн. ш. 29°2′55.52″ сх. д. / 40.1926472° пн. ш. 29.0487556° сх. д. | 36°53′37.67″ пн. ш. 30°38′48.21″ сх. д. / 36.8937972° пн. ш. 30.6467250° сх. д. | 36°53′37.67″ пн. ш. 30°38′48.21″ сх. д. / 36.8937972° пн. ш. 30.6467250° сх. д. | 36°53′37.67″ пн. ш. 30°38′48.21″ сх. д. / 36.8937972° пн. ш. 30.6467250° сх. д. | 41°0′16.68″ пн. ш. 39°42′18.84″ сх. д. / 41.0046333° пн. ш. 39.7052333° сх. д. | 41°0′16.68″ пн. ш. 39°42′18.84″ сх. д. / 41.0046333° пн. ш. 39.7052333° сх. д. | 41°0′16.68″ пн. ш. 39°42′18.84″ сх. д. / 41.0046333° пн. ш. 39.7052333° сх. д. |
| Місткість: 52,652                                                                                         | Місткість: 52,652                                                              | Місткість: 52,652                                                              | Місткість: 25,213                                                              | Місткість: 25,213                                                              | Місткість: 25,213                                                              | Місткість: 7,083                                                                | Місткість: 7,083                                                                | Місткість: 7,083                                                                | Місткість: 23,772                                                              | Місткість: 23,772                                                              | Місткість: 23,772                                                              |
| |                                                                                |                                                                                |                                                                                |                                                                                |                                                                                |                                                                                 |                                                                                 |                                                                                 |                                                                                |                                                                                |                                                                                |
| Анталія Бурса Кайсері Газіантеп Стамбул Ризе ТрабзонМолодіжний чемпіонат світу з футболу 2013 (Туреччина) |                                                                                |                                                                                |                                                                                |                                                                                |                                                                                |                                                                                 |                                                                                 |                                                                                 |                                                                                |                                                                                |                                                                                |
| Газіантеп                                                                                                 | Газіантеп                                                                      | Газіантеп                                                                      | Газіантеп                                                                      | Кайсері                                                                        | Кайсері                                                                        | Кайсері                                                                         | Кайсері                                                                         | Ризе                                                                            | Ризе                                                                           | Ризе                                                                           | Ризе                                                                           |
| Каміль Оджак                                                                                              | Каміль Оджак                                                                   | Каміль Оджак                                                                   | Каміль Оджак                                                                   | Кадір Хас                                                                      | Кадір Хас                                                                      | Кадір Хас                                                                       | Кадір Хас                                                                       | Єні Різе Шехір                                                                  | Єні Різе Шехір                                                                 | Єні Різе Шехір                                                                 | Єні Різе Шехір                                                                 |
| 37°4′3.26″ пн. ш. 37°22′39.33″ сх. д. / 37.0675722° пн. ш. 37.3775917° сх. д.                             | 37°4′3.26″ пн. ш. 37°22′39.33″ сх. д. / 37.0675722° пн. ш. 37.3775917° сх. д.  | 37°4′3.26″ пн. ш. 37°22′39.33″ сх. д. / 37.0675722° пн. ш. 37.3775917° сх. д.  | 37°4′3.26″ пн. ш. 37°22′39.33″ сх. д. / 37.0675722° пн. ш. 37.3775917° сх. д.  | 38°44′13.7″ пн. ш. 35°25′23.76″ сх. д. / 38.737139° пн. ш. 35.4232667° сх. д.  | 38°44′13.7″ пн. ш. 35°25′23.76″ сх. д. / 38.737139° пн. ш. 35.4232667° сх. д.  | 38°44′13.7″ пн. ш. 35°25′23.76″ сх. д. / 38.737139° пн. ш. 35.4232667° сх. д.   | 38°44′13.7″ пн. ш. 35°25′23.76″ сх. д. / 38.737139° пн. ш. 35.4232667° сх. д.   | 41°1′23″ пн. ш. 40°31′58.6″ сх. д. / 41.02306° пн. ш. 40.532944° сх. д.         | 41°1′23″ пн. ш. 40°31′58.6″ сх. д. / 41.02306° пн. ш. 40.532944° сх. д.        | 41°1′23″ пн. ш. 40°31′58.6″ сх. д. / 41.02306° пн. ш. 40.532944° сх. д.        | 41°1′23″ пн. ш. 40°31′58.6″ сх. д. / 41.02306° пн. ш. 40.532944° сх. д.        |
| Місткість: 16,981                                                                                         | Місткість: 16,981                                                              | Місткість: 16,981                                                              | Місткість: 16,981                                                              | Місткість: 32,864                                                              | Місткість: 32,864                                                              | Місткість: 32,864                                                               | Місткість: 32,864                                                               | Місткість: 15,485                                                               | Місткість: 15,485                                                              | Місткість: 15,485                                                              | Місткість: 15,485                                                              |
| |                                                                                |                                                                                |                                                                                |                                                                                |                                                                                |                                                                                 |                                                                                 |                                                                                 |                                                                                |                                                                                |                                                                                |

## Учасники
Туреччина автоматично отримала місце у фінальному турнірі на правах господині. Решта 23 учасники визначилися за підсумками 6-ти молодіжних турнірів, що проводяться кожною Конфедерацією, що входить до ФІФА.
| Конфедерація | Турнір                                      | Збірні                                             |
| ------------ | ------------------------------------------- | -------------------------------------------------- |
| АФК          | Юнацький (U-19) кубок Азії 2012             | Австралія Ірак Південна Корея Узбекистан           |
| КАФ          | Юнацький (U-20) чемпіонат Африки 2013       | Єгипет Гана Малі Нігерія                           |
| КОНКАКАФ     | Молодіжний чемпіонат КОНКАКАФ 2013          | Куба1 Сальвадор1 Мексика США                       |
| КОНМЕБОЛ     | Молодіжний чемпіонат Південної Америки 2013 | Чилі Колумбія Парагвай Уругвай                     |
| ОФК          | Молодіжний чемпіонат ОФК 2013               | Нова Зеландія                                      |
| УЄФА         | Юнацький чемпіонат Європи (U-19) 2012       | Хорватія Англія Франція Греція1 Португалія Іспанія |
| Господар     | Господар                                    | Туреччина                                          |

1. ↑  Дебютант молодіжних чемпіонатів світу.

## Організація і логотип
Щоб відзначити рік до початку турніру, ФІФА, також як і члени Турецької футбольної федерації, оголосила, що офіційний логотип буде представлений ЗМІ 25 червня 2012 року в «Джираган Пелас Мабейн Хол» в Стамбулі. Інформація про продаж квитків була опублікована 30 листопада 2012 року.
Логотипи міст-господарів кожного стадіону були показані основний публіці 20 березня 2013 року, візуальна концепція кожного з яких була натхненна оточенням міста. Офіційний логотип включає в себе «оберіг від лихого ока», який носять або вішають у турецьких будинках.

## Жеребкування
Жеребкування групового етапу було проведено 25 березня 2013 року в готелі «Гранд Тарабья» в Стамбулі.
12 лютого ФІФА оголосила деталі процедури жеребкування. 24 команди, які беруть участь в турнірі, будуть розділені на чотири кошики:
- Кошик 1: чемпіони континентальних змагань шести конфедерацій
- Кошик 2: інші команди з АФК і КАФ
- Кошик 3: інші команди з КОНКАКАФ і КОНМЕБОЛ
- Кошик 4: інші команди з УЄФА (включаючи Туреччину).

Оскільки Молодіжний чемпіонат Африки не був завершений на момент цього жеребкування, окреме жеребкування було проведене після закінчення континентального турніру 30 березня в Орані, Алжир, щоб визначити групи, в яких будуть грати друга, третя і четверта команди від КАФ.
| Кошик 1                                                                               | Кошик 2                                     | Кошик 3                                  | Кошик 4                                                                      |
| ------------------------------------------------------------------------------------- | ------------------------------------------- | ---------------------------------------- | ---------------------------------------------------------------------------- |
| Південна Корея Єгипет Мексика Колумбія Нова Зеландія Іспанія (автоматично до Групи A) | Австралія Ірак Узбекистан Гана Малі Нігерія | Куба Сальвадор США Чилі Парагвай Уругвай | Хорватія Англія Франція Греція Португалія Туреччина (автоматично до Групи C) |

## Арбітри
23 суддівські бригади було оголошені FIFA 13 травня 2013 року.
| Конфедерація | Головний арбітр                       | Асистенти                                                      |
| ------------ | ------------------------------------- | -------------------------------------------------------------- |
| АФК          | Бен Вільямс (Австралія)               | Меттью Кім (Австралія) Хакан Аназ (Австралія)                  |
| АФК          | Наваф Шукралла (Бахрейн)              | Ясер Тулефат (Бахрейн) Ебрагім Салех (Бахрейн)                 |
| АФК          | Аліреза Фагані (Іран)                 | Хассан Камраніфар (Іран) Реза Сохандан (Іран)                  |
| КАФ          | Сіді Аліум (Камерун)                  | Еваріст Менкуанде (Камерун) Пітер Едібі (НІгерія)              |
| КАФ          | Бакарі Гассама (Гамбія)               | Ангесом Огбамаріам (Еритрея) Феліс'єн Кабанда (Руанда)         |
| КАФ          | Нумандьєз Дуе (Кот-д'Івуар)           | Сонгіфоло Єо (Кот-д'Івуар) Жан-Клод Бірумушаху (Бурунді)       |
| КОНКАКАФ     | Вальтер Лопес Кастельянос (Гватемала) | Херсон Лопес (Гватемала) Леонель Леаль (Коста-Рика)            |
| КОНКАКАФ     | Роберто Гарсія (Мексика)              | Хосе Луїс Камарго (Мексика) Альберто Морін (Мексика)           |
| КОНКАКАФ     | Роберто Морено (Панама)               | Деніел Вільямсон (Панама) Кейцель Корралес (Нікарагуа)         |
| КОНМЕБОЛ     | Сандро Річчі (Бразилія)               | Алессандро Роша (Бразилія) Емерсон де Карвальйо (Бразилія)     |
| КОНМЕБОЛ     | Вільмар Ролдан (Колумбія)             | Умберто Клавіхо (Колумбія) Едуардо Діас (Колумбія)             |
| КОНМЕБОЛ     | Карлос Вера (Еквадор)                 | Крістіан Лескано (Еквадор) Байрон Ромеро (Еквадор)             |
| КОНМЕБОЛ     | Антоніо Аріас (Парагвай)              | Родней Акіно (Парагвай) Карлос Касерес (Парагвай)              |
| КОНМЕБОЛ     | Віктор Каррільйо (Перу)               | Джонні Боссіо (Перу) Сесар Ескано (Перу)                       |
| ОФК          | Пітер О'Лірі (Нова Зеландія)          | Ян-Хендрік Хінтц (Нова Зеландія) Равінеш Кумар (Фіджі)         |
| УЄФА         | Стефан Ланнуа (Франція)               | Фредерік Кано (Франція) Мишель Анноньє (Франція)               |
| УЄФА         | Віктор Кашшаї (Угорщина)              | Габор Ерош (Угорщина) Іштван Альберт (Угорщина)                |
| УЄФА         | Нікола Ріццолі (Італія)               | Ренато Фаверані (Італія) Андреа Стефані (Італія)               |
| УЄФА         | Милорад Мажич (Сербія)                | Милован Ристич (Сербія) Далибор Джурджевич (Сербія)            |
| УЄФА         | Дамир Скомина (Словенія)              | Матей Жунич (Словенія) Боян Ул (Словенія)                      |
| УЄФА         | Альберто Ундіано Мальєнко (Іспанія)   | Рауль Кабанеро Мартінес (Іспанія) Роберто Діас Перес (Іспанія) |
| УЄФА         | Юнас Ерікссон (Швеція)                | Матіас Класеніус (Швеція) Даніель Вернмарк (Швеція)            |
| УЄФА         | Джюнейт Чакир (Туреччина)             | Бахаттин Дуран (Туреччина) Тарик Онгун (Туреччина)             |

## Склади
Команди мали подати заявку з 21 гравця (троє з яких — воротарі) до 14 червня 2013 року.

## Груповий етап
Переможці груп і команди, що зайняли другі місця, так само як і чотири найкращі команди, що зайняли треті місця, проходять в 1/8 фіналу.
Визначення положення команд у разі рівності очок
Коли дві або більше команд наберуть однакову кількість очок, їх положення визначається за такими критеріями:
1. Різниця голів у всіх групових матчах;
2. кількість голів, забитих у всіх групових матчах;
3. кількість очок, зароблених в матчах між командами;
4. Різниця голів у матчах між командами;
5. кількість голів, забитих в матчах між командами;
6. результат жеребкування, проведеного організаційним комітетом.

Положення третіх команд визначається за наступними критеріями, найкращі чотири виходять в 1/8 фіналу:
1. кількість очок;
2. Різниця голів у всіх групових матчах;
3. кількість голів, забитих у всіх групових матчах;
4. результат жеребкування, проведеного організаційним комітетом.

| Умовні колірні позначення | Умовні колірні позначення          |
| ------------------------- | ---------------------------------- |
|                           | Команди, що проходять в 1/8 фіналу |

Час початку всіх матчів місцевий — UTC+3.

### Група A
| Поз | Команда | І | В | Н | П | ГЗ | ГП | РГ | О | Кваліфікація |
| --- | ------- | - | - | - | - | -- | -- | -- | - | ------------ |
| 1   | Іспанія | 3 | 3 | 0 | 0 | 7  | 2  | +5 | 9 |              |
| 2   | Франція | 3 | 1 | 1 | 1 | 5  | 4  | +1 | 4 |              |
| 3   | Гана    | 3 | 1 | 0 | 2 | 5  | 5  | 0  | 3 |              |
| 4   | США     | 3 | 0 | 1 | 2 | 3  | 9  | −6 | 1 |              |

| 21 червня 2013 18:00 |

| Франція                             | 3–1      | Гана       |
| ----------------------------------- | -------- | ---------- |
| Кондогбія 65' Саного 68' Баебек 79' | Протокол | Боак'є 85' |

| Тюрк-Телеком-Арена, Стамбул Глядачів: 4,133 Арбітр: Вільмар Ролдан (Колумбія) |

| 21 червня 2013 21:00 |

| США      | 1–4      | Іспанія                        |
| -------- | -------- | ------------------------------ |
| Хіль 77' | Протокол | Хесе 5', 44' Деулофеу 42', 61' |

| Тюрк-Телеком-Арена, Стамбул Глядачів: 4,133 Арбітр: Бакарі Гассама (Гамбія) |

| 24 червня 2013 18:00 |

| Франція           | 1–1      | США        |
| ----------------- | -------- | ---------- |
| Саного 48' (пен.) | Протокол | Куевас 85' |

| Тюрк-Телеком-Арена, Стамбул Глядачів: 4,120 Арбітр: Карлос Вера (Еквадор) |

| 24 червня 2013 21:00 |

| Іспанія  | 1–0      | Гана |
| -------- | -------- | ---- |
| Хесе 13' | Протокол |      |

| Тюрк-Телеком-Арена, Стамбул Глядачів: 4,120 Арбітр: Бен Вільямс (Австралія) |

| 27 червня 2013 20:00 |

| Іспанія               | 2–1      | Франція    |
| --------------------- | -------- | ---------- |
| Алькасер 23' Хесе 56' | Протокол | Віон 90+1' |

| Тюрк-Телеком-Арена, Стамбул Глядачів: 7,511 Арбітр: Юнас Ерікссон (Швеція) |

| 27 червня 2013 20:00 |

| Гана                                   | 4–1      | США        |
| -------------------------------------- | -------- | ---------- |
| Ачимпонг 38' Ассіфуа 58', 78' Ашіа 83' | Протокол | О'Нілл 69' |

| Кадір Хас, Кайсері Глядачів: 4,873 Арбітр: Наваф Шукралла (Бахрейн) |

### Група B
| Поз | Команда        | І | В | Н | П | ГЗ | ГП | РГ | О | Кваліфікація |
| --- | -------------- | - | - | - | - | -- | -- | -- | - | ------------ |
| 1   | Португалія     | 3 | 2 | 1 | 0 | 10 | 4  | +6 | 7 |              |
| 2   | Нігерія        | 3 | 2 | 0 | 1 | 6  | 3  | +3 | 6 |              |
| 3   | Південна Корея | 3 | 1 | 1 | 1 | 4  | 4  | 0  | 4 |              |
| 4   | Куба           | 3 | 0 | 0 | 3 | 1  | 10 | −9 | 0 |              |

| 21 червня 2013 18:00 |

| Куба    | 1–2      | Південна Корея                        |
| ------- | -------- | ------------------------------------- |
| Реєс 7' | Протокол | Квон Чхан Хун 51' (пен.) Рю Син У 83' |

| Кадір Хас, Кайсері Глядачів: 10,428 Арбітр: Джюнейт Чакир (Туреччина) |

| 21 червня 2013 21:00 |

| Нігерія          | 2–3      | Португалія                |
| ---------------- | -------- | ------------------------- |
| Аджагун 57', 67' | Протокол | Брума 30', 69' Аладже 34' |

| Кадір Хас, Кайсері Глядачів: 10,428 Арбітр: Віктор Каррільйо (Перу) |

| 24 червня 2013 18:00 |

| Куба | 0–3      | Нігерія                   |
| ---- | -------- | ------------------------- |
|      | Протокол | Умар 19', 23' Аджагун 67' |

| Кадір Хас, Кайсері Глядачів: 1,058 Арбітр: Віктор Кашшаї (Угорщина) |

| 24 червня 2013 21:00 |

| Португалія          | 2–2      | Південна Корея            |
| ------------------- | -------- | ------------------------- |
| Аладже 3' Брума 60' | Протокол | Рю Син У 45' Кім Хьон 76' |

| Кадір Хас, Кайсері Глядачів: 1,058 Арбітр: Вальтер Лопес (Гватемала) |

| 27 червня 2013 17:00 |

| Південна Корея | 0–1      | Нігерія   |
| -------------- | -------- | --------- |
|                | Протокол | Кайоде 9' |

| Тюрк-Телеком-Арена, Стамбул Глядачів: 7,511 Арбітр: Пітер О'Лірі (Нова Зеландія) |

| 27 червня 2013 17:00 |

| Португалія                                      | 5–0      | Куба |
| ----------------------------------------------- | -------- | ---- |
| Рікарду 15' Аладже 37' Брума 43', 62' То Зе 69' | Протокол |      |

| Кадір Хас, Кайсері Глядачів: 4,873 Арбітр: Вільмар Ролдан (Колумбія) |

### Група C
| Поз | Команда   | І | В | Н | П | ГЗ | ГП | РГ | О | Кваліфікація |
| --- | --------- | - | - | - | - | -- | -- | -- | - | ------------ |
| 1   | Колумбія  | 3 | 2 | 1 | 0 | 5  | 1  | +4 | 7 |              |
| 2   | Туреччина | 3 | 2 | 0 | 1 | 5  | 2  | +3 | 6 |              |
| 3   | Сальвадор | 3 | 1 | 0 | 2 | 2  | 7  | −5 | 3 |              |
| 4   | Австралія | 3 | 0 | 1 | 2 | 3  | 5  | −2 | 1 |              |

| 22 червня 2013 18:00 |

| Колумбія    | 1–1      | Австралія    |
| ----------- | -------- | ------------ |
| Кордоба 78' | Протокол | Де Сілва 46' |

| Хюсеїн Авні Акер, Трабзон Глядачів: 4,662 Арбітр: Милорад Мажич (Сербія) |

| 22 червня 2013 21:00 |

| Туреччина              | 3–0      | Сальвадор |
| ---------------------- | -------- | --------- |
| Учан 9' Шахін 46', 64' | Протокол |           |

| Хюсеїн Авні Акер, Трабзон Глядачів: 4,662 Арбітр: Сандро Річчі (Бразилія) |

| 25 червня 2013 18:00 |

| Австралія    | 1–2      | Сальвадор          |
| ------------ | -------- | ------------------ |
| Брілланте 9' | Протокол | Кока 17' Пенья 40' |

| Єні Різе Шехір, Ризе Глядачів: 13,015 Арбітр: Стефан Ланнуа (Франція) |

| 25 червня 2013 21:00 |

| Туреччина | 0–1      | Колумбія    |
| --------- | -------- | ----------- |
|           | Протокол | Кінтеро 52' |

| Єні Різе Шехір, Ризе Глядачів: 13,015 Арбітр: Нумандьєз Дуе (Кот-д'Івуар) |

| 28 червня 2013 21:00 |

| Австралія    | 1–2      | Туреччина                  |
| ------------ | -------- | -------------------------- |
| Макларен 52' | Протокол | Чалханоглу 54' Йокушлу 87' |

| Хюсеїн Авні Акер, Трабзон Глядачів: 11,286 Арбітр: Роберто Гарсія (Мексика) |

| 28 червня 2013 21:00 |

| Сальвадор | 0–3      | Колумбія                                      |
| --------- | -------- | --------------------------------------------- |
|           | Протокол | Рентерія 21' Кордоба 25' (пен.) Кінтеро 90+1' |

| Каміль Оджак, Газіантеп Глядачів: 2,000 Арбітр: Сіді Аліум (Камерун) |

### Група D
| Поз | Команда  | І | В | Н | П | ГЗ | ГП | РГ | О | Кваліфікація |
| --- | -------- | - | - | - | - | -- | -- | -- | - | ------------ |
| 1   | Греція   | 3 | 1 | 2 | 0 | 3  | 2  | +1 | 5 |              |
| 2   | Парагвай | 3 | 1 | 2 | 0 | 3  | 2  | +1 | 5 |              |
| 3   | Мексика  | 3 | 1 | 0 | 2 | 5  | 4  | +1 | 3 |              |
| 4   | Малі     | 3 | 0 | 2 | 1 | 2  | 5  | −3 | 2 |              |

Примітка: для визначення першого місця у групі між Грецією і Парагваєм було проведене додаткове жеребкування, оскільки обидві команди закінчили груповий етап з рівною кількістю очок, різницею голів, забитими м'ячами та нічиєю в особистій зустрічі. За результатами жеребкування перше місце отримала Греція.
| 22 червня 2013 18:00 |

| Мексика         | 1–2      | Греція                    |
| --------------- | -------- | ------------------------- |
| Есперікуета 40' | Протокол | Бухалакіс 16' Коловос 89' |

| Kamil Ocak Stadium, Газіантеп Глядачів: 3,000 Арбітр: Пітер О'Лірі (Нова Зеландія) |

| 22 червня 2013 21:00 |

| Парагвай | 1–1      | Малі    |
| -------- | -------- | ------- |
| Рохас 7' | Протокол | Ньян 3' |

| Каміль Оджак, Газіантеп Глядачів: 3,000 Арбітр: Наваф Шукралла (Бахрейн) |

| 25 червня 2013 18:00 |

| Мексика | 0–1      | Парагвай     |
| ------- | -------- | ------------ |
|         | Протокол | Гонсалес 52' |

| Каміль Оджак, Газіантеп Глядачів: 1,200 Арбітр: Нікола Ріццолі (Італія) |

| 25 червня 2013 21:00 |

| Малі | 0–0      | Греція |
| ---- | -------- | ------ |
|      | Протокол |        |

| Каміль Оджак, Газіантеп Глядачів: 1,200 Арбітр: Роберто Морено (Панама) |

| 28 червня 2013 18:00 |

| Греція          | 1–1      | Парагвай       |
| --------------- | -------- | -------------- |
| Діамантакос 68' | Протокол | Монтенегро 73' |

| Хюсеїн Авні Акер, Трабзон Глядачів: 11,826 Арбітр: Бакарі Гассама (Гамбія) |

| 28 червня 2013 18:00 |

| Малі       | 1–4      | Мексика                                   |
| ---------- | -------- | ----------------------------------------- |
| Діалло 62' | Протокол | Буено 2' Корона 13' Ескобоса 69' Луна 86' |

| Каміль Оджак, Газіантеп Глядачів: 2,000 Арбітр: Джюнейт Чакир (Туреччина) |

### Група E
| Поз | Команда | І | В | Н | П | ГЗ | ГП | РГ | О | Кваліфікація |
| --- | ------- | - | - | - | - | -- | -- | -- | - | ------------ |
| 1   | Ірак    | 3 | 2 | 1 | 0 | 6  | 4  | +2 | 7 |              |
| 2   | Чилі    | 3 | 1 | 1 | 1 | 4  | 4  | 0  | 4 |              |
| 3   | Єгипет  | 3 | 1 | 0 | 2 | 4  | 4  | 0  | 3 |              |
| 4   | Англія  | 3 | 0 | 2 | 1 | 3  | 5  | −2 | 2 |              |

| 23 червня 2013 18:00 |

| Чилі                    | 2–1      | Єгипет      |
| ----------------------- | -------- | ----------- |
| Кастільйо 25' Браво 77' | Протокол | Кахраба 10' |

| Стадіон Університету Акденіз, Анталія Глядачів: 3,148 Арбітр: Юнас Ерікссон (Швеція) |

| 23 червня 2013 21:00 |

| Англія                | 2–2      | Ірак                        |
| --------------------- | -------- | --------------------------- |
| Коуді 41' Вільямс 52' | Протокол | Фаєз 75' (пен.) Аднан 90+3' |

| Стадіон Університету Акденіз, Анталія Глядачів: 3,148 Арбітр: Роберто Гарсія (Мексика) |

| 26 червня 2013 18:00 |

| Чилі                 | 1–1      | Англія   |
| -------------------- | -------- | -------- |
| Кастільйо 32' (пен.) | Протокол | Кейн 64' |

| Стадіон Університету Акденіз, Анталія Глядачів: 3,246 Арбітр: Аліреза Фагані (Іран) |

| 26 червня 2013 21:00 |

| Ірак                             | 2–1      | Єгипет        |
| -------------------------------- | -------- | ------------- |
| Абдул-Хусейн 33' Абдул-Рахім 79' | Протокол | А. Хассан 27' |

| Стадіон Університету Акденіз, Анталія Глядачів: 3,246 Арбітр: Дамир Скомина (Словенія) |

| 29 червня 2013 21:00 |

| Ірак                  | 2–1      | Чилі     |
| --------------------- | -------- | -------- |
| Каміль 15' Салман 67' | Протокол | Мора 28' |

| Стадіон Університету Акденіз, Анталія Глядачів: 2,785 Арбітр: Стефан Ланнуа (France) |

| 29 червня 2013 21:00 |

| Єгипет                      | 2–0      | Англія |
| --------------------------- | -------- | ------ |
| Трезеге 79' А. Хассан 90+3' | Протокол |        |

| Бурса Ататюрк, Бурса Глядачів: 3,445 Арбітр: Антоніо Аріас (Парагвай) |

### Група F
| Поз | Команда       | І | В | Н | П | ГЗ | ГП | РГ | О | Кваліфікація |
| --- | ------------- | - | - | - | - | -- | -- | -- | - | ------------ |
| 1   | Хорватія      | 3 | 2 | 1 | 0 | 4  | 2  | +2 | 7 |              |
| 2   | Уругвай       | 3 | 2 | 0 | 1 | 6  | 1  | +5 | 6 |              |
| 3   | Узбекистан    | 3 | 1 | 1 | 1 | 4  | 5  | −1 | 4 |              |
| 4   | Нова Зеландія | 3 | 0 | 0 | 3 | 1  | 7  | −6 | 0 |              |

| 23 червня 2013 17:00 |

| Нова Зеландія | 0–3      | Узбекистан                             |
| ------------- | -------- | -------------------------------------- |
|               | Протокол | Махсталієв 14' Сергєєв 53' Турапов 67' |

| Бурса Ататюрк, Бурса Глядачів: 3,597 Арбітр: Антоніо Аріас (Парагвай) |

| 23 червня 2013 20:00 |

| Уругвай | 0–1      | Хорватія  |
| ------- | -------- | --------- |
|         | Протокол | Ребич 41' |

| Бурса Ататюрк, Бурса Глядачів: 3,597 Арбітр: Сіді Аліум (Камерун) |

| 26 червня 2013 18:00 |

| Нова Зеландія | 0–2      | Уругвай                    |
| ------------- | -------- | -------------------------- |
|               | Протокол | Де Арраскаета 4' Лопес 75' |

| Бурса Ататюрк, Бурса Глядачів: 3,393 Арбітр: Альберто Ундіано Мальєнко (Іспанія) |

| 26 червня 2013 21:00 |

| Хорватія  | 1–1      | Узбекистан   |
| --------- | -------- | ------------ |
| Лівая 65' | Протокол | Рахманов 24' |

| Бурса Ататюрк, Бурса Глядачів: 3,393 Арбітр: Віктор Каррільйо (Перу) |

| 29 червня 2013 18:00 |

| Узбекистан | 0–4      | Уругвай                                             |
| ---------- | -------- | --------------------------------------------------- |
|            | Протокол | Хіно 38' Лопес 47' Де Арраскаета 64' Бентанкурт 77' |

| Стадіон Університету Акденіз, Анталія Глядачів: 2,785 Арбітр: Віктор Кашшаї (Угорщина) |

| 29 червня 2013 18:00 |

| Хорватія             | 2–1      | Нова Зеландія     |
| -------------------- | -------- | ----------------- |
| Периця 11' Ребич 75' | Протокол | Фентон 84' (пен.) |

| Бурса Ататюрк, Бурса Глядачів: 3,445 Арбітр: Сандро Річчі (Бразилія) |

### Рейтинг третіх місць
Чотири найкращі команди серед команд, що зайняли треті місця, були визначені за такими критеріями:
1. очки, зароблені у всіх матчах в групі;
2. різниця голів у всіх матчах в групі;
3. кількість голів у всіх матчах в групі;
4. жеребкування, проведене Організаційним комітетом ФІФА.

| Поз | Груп | Команда        | І | В | Н | П | ГЗ | ГП | РГ | О | Кваліфікація |
| --- | ---- | -------------- | - | - | - | - | -- | -- | -- | - | ------------ |
| 1   | B    | Південна Корея | 3 | 1 | 1 | 1 | 4  | 4  | 0  | 4 |              |
| 2   | F    | Узбекистан     | 3 | 1 | 1 | 1 | 4  | 5  | −1 | 4 |              |
| 3   | D    | Мексика        | 3 | 1 | 0 | 2 | 5  | 4  | +1 | 3 |              |
| 4   | A    | Гана           | 3 | 1 | 0 | 2 | 5  | 5  | 0  | 3 |              |
| 5   | E    | Єгипет         | 3 | 1 | 0 | 2 | 4  | 4  | 0  | 3 |              |
| 6   | C    | Сальвадор      | 3 | 1 | 0 | 2 | 2  | 7  | −5 | 3 |              |

## Плей-оф
Якщо матч закінчується внічию, призначається додатковий час (два тайми по 15 хвилин кожен), після чого, якщо рахунок все ще рівний, пробиваються післяматчеві пенальті. Винятком є лише матч за 3-тє місце, де додатковий час не призначається, оскільки матч проходить безпосередньо перед фіналом на тому ж стадіоні.
|  | 1/8 фіналу          | 1/8 фіналу        |                    |       | Чвертьфінали | Чвертьфінали |                    |                    | Півфінали | Півфінали |  |  | Фінал | Фінал |
|  |                     |                   |                    |       |              |              |                    |                    |           |           |  |  |       |       |
|  | 2 липня — Газіантеп |                   |                    |       |              |              |                    |                    |           |           |  |  |       |       |
|  |                     |                   |                    |       |              |              |                    |                    |           |           |  |  |       |       |
|  | Франція             | 4                 |                    |       |              |              |                    |                    |           |           |  |  |       |       |
|  | Франція             | 4                 | 6 липня — Єні Різе |       |              |              |                    |                    |           |           |  |  |       |       |
|  | Туреччина           | 1                 |                    |       |              |              |                    |                    |           |           |  |  |       |       |
|  | Туреччина           | 1                 | Франція            | 4     |              |              |                    |                    |           |           |  |  |       |       |
|  | 2 липня — Газіантеп |                   | Франція            | 4     |              |              |                    |                    |           |           |  |  |       |       |
|  |                     | Узбекистан        | 0                  |       |              |              |                    |                    |           |           |  |  |       |       |
|  | Греція              | Узбекистан        | 0                  | 1     |              |              |                    |                    |           |           |  |  |       |       |
|  | Греція              |                   | 10 липня — Бурса   | 1     |              |              |                    |                    |           |           |  |  |       |       |
|  | Узбекистан          | 3                 |                    |       |              |              |                    |                    |           |           |  |  |       |       |
|  | Узбекистан          | 3                 | Франція            | 2     |              |              |                    |                    |           |           |  |  |       |       |
|  | 3 липня — Кайсері   |                   | Франція            | 2     |              |              |                    |                    |           |           |  |  |       |       |
|  |                     | Гана              | 1                  |       |              |              |                    |                    |           |           |  |  |       |       |
|  | Португалія          | Гана              | 1                  | 2     |              |              |                    |                    |           |           |  |  |       |       |
|  | Португалія          | 7 липня — Стамбул |                    | 2     |              |              |                    |                    |           |           |  |  |       |       |
|  | Гана                | 3                 |                    |       |              |              |                    |                    |           |           |  |  |       |       |
|  | Гана                | 3                 | Гана дч            | 4     |              |              |                    |                    |           |           |  |  |       |       |
|  | 3 липня — Бурса     |                   | Гана дч            | 4     |              |              |                    |                    |           |           |  |  |       |       |
|  |                     | Чилі              | 3                  |       |              |              |                    |                    |           |           |  |  |       |       |
|  | Хорватія            | Чилі              | 3                  | 0     |              |              |                    |                    |           |           |  |  |       |       |
|  | Хорватія            |                   | 13 липня — Стамбул | 0     |              |              |                    |                    |           |           |  |  |       |       |
|  | Чилі                | 2                 |                    |       |              |              |                    |                    |           |           |  |  |       |       |
|  | Чилі                | 2                 | Франція (п)        | 0 (4) |              |              |                    |                    |           |           |  |  |       |       |
|  | 3 липня — Анталія   |                   | Франція (п)        | 0 (4) |              |              |                    |                    |           |           |  |  |       |       |
|  |                     | Уругвай           | 0 (1)              |       |              |              |                    |                    |           |           |  |  |       |       |
|  | Ірак дч             | Уругвай           | 0 (1)              | 1     |              |              |                    |                    |           |           |  |  |       |       |
|  | Ірак дч             | 7 липня — Кайсері |                    | 1     |              |              |                    |                    |           |           |  |  |       |       |
|  | Парагвай            | 0                 |                    |       |              |              |                    |                    |           |           |  |  |       |       |
|  | Парагвай            | 0                 | Ірак (п)           | 3 (5) |              |              |                    |                    |           |           |  |  |       |       |
|  | 3 липня — Трабзон   |                   | Ірак (п)           | 3 (5) |              |              |                    |                    |           |           |  |  |       |       |
|  |                     | Південна Корея    | 3 (4)              |       |              |              |                    |                    |           |           |  |  |       |       |
|  | Колумбія            | Південна Корея    | 3 (4)              | 1 (7) |              |              |                    |                    |           |           |  |  |       |       |
|  | Колумбія            |                   | 10 липня — Трабзон | 1 (7) |              |              |                    |                    |           |           |  |  |       |       |
|  | Південна Корея (п)  | 1 (8)             |                    |       |              |              |                    |                    |           |           |  |  |       |       |
|  | Південна Корея (п)  | 1 (8)             | Ірак               | 1 (6) |              |              |                    |                    |           |           |  |  |       |       |
|  | 2 липня — Стамбул   |                   | Ірак               | 1 (6) |              |              |                    |                    |           |           |  |  |       |       |
|  |                     | Уругвай (п)       | 1 (7)              |       | Фінал        | Фінал        |                    |                    |           |           |  |  |       |       |
|  | Нігерія             | Уругвай (п)       | 1 (7)              | 1     | Фінал        | Фінал        |                    |                    |           |           |  |  |       |       |
|  | Нігерія             | 6 липня — Бурса   | 6 липня — Бурса    | 1     |              |              | 13 липня — Стамбул | 13 липня — Стамбул |           |           |  |  |       |       |
|  | Уругвай             | 6 липня — Бурса   | 6 липня — Бурса    | 2     |              |              | 13 липня — Стамбул | 13 липня — Стамбул |           |           |  |  |       |       |
|  | Уругвай             | Уругвай дч        | 1                  | 2     | Гана         | 3            |                    |                    |           |           |  |  |       |       |
|  | 2 липня — Стамбул   | Уругвай дч        | 1                  |       | Гана         | 3            |                    |                    |           |           |  |  |       |       |
|  |                     | Іспанія           | 0                  |       | Ірак         | 0            |                    |                    |           |           |  |  |       |       |
|  | Іспанія             | Іспанія           | 0                  | 2     | Ірак         | 0            |                    |                    |           |           |  |  |       |       |
|  | Іспанія             |                   |                    | 2     |              |              |                    |                    |           |           |  |  |       |       |
|  | Мексика             | 1                 |                    |       |              |              |                    |                    |           |           |  |  |       |       |
|  | Мексика             | 1                 |                    |       |              |              |                    |                    |           |           |  |  |       |       |

### 1/8 фіналу
| 2 липня 2013 18:00 |

| Іспанія            | 2–1      | Мексика     |
| ------------------ | -------- | ----------- |
| Оседе 74' Хесе 90' | Протокол | Гонсалес 2' |

| Тюрк-Телеком-Арена, Стамбул Глядачів: 7,211 Арбітр: Аліреза Фагані (Іран) |

| 2 липня 2013 18:00 |

| Греція                | 1–3      | Узбекистан                                            |
| --------------------- | -------- | ----------------------------------------------------- |
| Стафілідіс 33' (пен.) | Протокол | Махсталієв 27' Сергєєв 62' (пен.) Рахманов 83' (пен.) |

| Каміль Оджак, Газіантеп Глядачів: 14,800 Арбітр: Нумандьєз Дуе (Кот-д'Івуар) |

| 2 липня 2013 21:00 |

| Нігерія    | 1–2      | Уругвай               |
| ---------- | -------- | --------------------- |
| Кайоде 69' | Протокол | Лопес 65', 84' (пен.) |

| Тюрк-Телеком-Арена, Стамбул Глядачів: 7,211 Арбітр: Милорад Мажич (Сербія) |

| 2 липня 2013 21:00 |

| Франція                                        | 4–1      | Туреччина |
| ---------------------------------------------- | -------- | --------- |
| Кондогбія 18' Баебек 34' Саного 68' Верету 74' | Протокол | Бакиш 77' |

| Каміль Оджак, Газіантеп Глядачів: 14,800 Арбітр: Альберто Ундіано Мальєнко (Іспанія) |

| 3 липня 2013 18:00 |

| Португалія          | 2–3      | Гана                          |
| ------------------- | -------- | ----------------------------- |
| Феррейра 71' Іє 73' | Протокол | Ашіа 19' Анаба 79' Боак'є 85' |

| Кадір Хас (стадіон), Кайсері Глядачів: 4,977 Арбітр: Карлос Вера (Еквадор) |

| 3 липня 2013 18:00 |

| Хорватія | 0–2      | Чилі                             |
| -------- | -------- | -------------------------------- |
|          | Протокол | Кастільйо 81' Шимунович 85' (аг) |

| Бурса Ататюрк, Бурса Глядачів: 2,329 Арбітр: Вальтер Лопес (Гватемала) |

| 3 липня 2013 21:00 |

| Колумбія                                                                      | 1–1      | Південна Корея |
| ----------------------------------------------------------------------------- | -------- | --- |
| Кінтеро 90+4'                                                                 | Протокол | Сон Джу Хун 16' |
|                                                                               | Пенальті | |
| Кінтеро · Бонілья · Агілар · Борха · Перес · Переа · Мена · Вергара · Баланта | 7–8      | Ву Джу Сун · Сон Джу Хун · Кім Сун Ву · Сім Сан Мін · Йон Дже Мін · Кан Сан Ву · Хан Сун Гю · Чо Сок Дже · Лі Гван Хун |

| Хюсеїн Авні Акер (стадіон), Трабзон Глядачів: 2,362 Арбітр: Дамир Скомина (Словенія) |

| 3 липня 2013 21:00 |

| Ірак      | 1–0      | Парагвай |
| --------- | -------- | -------- |
| Шакор 94' | Протокол |          |

| Стадіон Університету Акденіз, Анталія Глядачів: 2,983 Арбітр: Роберто Морено Саласар (Панама) |

### Чвертьфінали
| 6 липня 2013 18:00 |

| Франція                                               | 4–0      | Узбекистан |
| ----------------------------------------------------- | -------- | ---------- |
| Саного 31' Погба 35' (пен.) Товен 43' (пен.) Зума 64' | Протокол |            |

| Єні Різе Шехір, Ризе Глядачів: 2,057 Арбітр: Сандро Річчі (Бразилія) |

| 6 липня 2013 21:00 |

| Уругвай       | 1–0      | Іспанія |
| ------------- | -------- | ------- |
| Авенатті 103' | Протокол |         |

| Бурса Ататюрк, Бурса Глядачів: 7,035 Арбітр: Роберто Гарсія (Мексика) |

| 7 липня 2013 18:00 |

| Ірак                                          | 3–3      | Південна Корея                                                                 |
| --------------------------------------------- | -------- | ------------------------------------------------------------------------------ |
| Фаєз 21' (пен.) Шакор 42', 118'               | Протокол | Квон Чхан Хун 25' Лі Гван Хун 50' Чжун Хюн Чхоль 120+2'                        |
|                                               | Пенальті |                                                                                |
| Фаєз · Ісмаїл · Рубат · Шокан · Аднан · Шакор | 5–4      | Кім Сун Ву · Йон Дже Мін · Хан Сун Гю · Сім Сан Мін · Ву Джу Сун · Лі Гван Хун |

| Кадір Хас (стадіон), Кайсері Глядачів: 5,810 Арбітр: Бен Вільямс (Австралія) |

| 7 липня 2013 21:00 |

| Гана                                      | 4–3      | Чилі                           |
| ----------------------------------------- | -------- | ------------------------------ |
| Оджер 11' Ассіфуа 72', 120+1' Саліфу 113' | Протокол | Кастільйо 23' Енрікес 27', 98' |

| Тюрк-Телеком-Арена, Стамбул Глядачів: 6,632 Арбітр: Нікола Ріццолі (Італія) |

### Півфінали
| 10 липня 2013 18:00 |

| Франція        | 2–1      | Гана        |
| -------------- | -------- | ----------- |
| Товен 43', 74' | Протокол | Ассіфуа 47' |

| Бурса Ататюрк, Бурса Глядачів: 6,314 Арбітр: Наваф Шукралла (Бахрейн) |

| 10 липня 2013 21:00 |

| Ірак                                                                 | 1–1      | Уругвай                                                               |
| -------------------------------------------------------------------- | -------- | --------------------------------------------------------------------- |
| Аднан 34'                                                            | Протокол | Буено 87'                                                             |
|                                                                      | Пенальті |                                                                       |
| Фаєз · Шокан · Кадім · Тарік · Аднан · Абдул-Рахім · Каміль · Салман | 6–7      | Родрігес · Паїс · Авенатті · Буено · Лопес · Ролан · Хіменес · Сільва |

| Хюсеїн Авні Акер, Трабзон Глядачів: 3,188 Арбітр: Jonas Eriksson (Швеція) |

### Матч за третє місце
| 13 липня 2013 18:00 |

| Гана                                  | 3–0      | Ірак |
| ------------------------------------- | -------- | ---- |
| Аттама 35' Ассіфуа 45+1' Ачимпонг 78' | Протокол |      |

| Тюрк-Телеком-Арена, Стамбул Глядачів: 20,601 Арбітр: Сандро Річчі (Бразилія) |

### Фінал
| 13 липня 2013 21:00 |

| Франція                           | 0–0      | Уругвай                          |
| --------------------------------- | -------- | -------------------------------- |
|                                   | Протокол |                                  |
|                                   | Пенальті |                                  |
| Погба · Верету · Нгандо · Фульк'є | 4–1      | Веласкес · Де Арраскаета · Оласа |

| Тюрк-Телеком-Арена, Стамбул Глядачів: 20,601 Арбітр: Роберто Гарсія (Мексика) |

## Нагороди
По завершенні турніру були оголошені такі нагороди:
| Золотий м'яч        | Срібний м'яч       | Бронзовий м'яч    |
| ------------------- | ------------------ | ----------------- |
| Поль Погба          | Ніколас Лопес      | Кліффорд Абоаг'є  |
| Золотий бутс        | Срібний бутс       | Бронзовий бутс    |
| Ебенезер Ассіфуа    | Брума              | Хесе Родрігес     |
| 6 голів (0 асистів) | 5 голів (2 асисти) | 5 голів (1 асист) |
| Золота рукавичка    |                    |                   |
| Гільєрмо де Аморес  |                    |                   |
| Нагорода Fair Play  |                    |                   |
| Іспанія             |                    |                   |

## Найкращі бомбардири
6 голів
- Ебенезер Ассіфуа

5 голів
- Брума
- Хесе Родрігес

4 голи
- Ніколас Кастільйо
- Яя Саного
- Ніколас Лопес

3 голи
- Хуан Кінтеро
- Флоріан Товен
- Фархан Шакор
- Абдул Аджагун
- Аладже

2 голи
- Анхело Енрікес
- Джон Кордоба
- Анте Ребич
- Ахмед Хассан Махджуб
- Жан-Крістоф Баебек
- Жоффрей Кондогбія
- Кеннеді Ашіа
- Франк Ачимпонг
- Річмонд Боак'є
- Алі Фаєз
- Алі Аднан
- Квон Чхан Хун
- Рю Син У
- Оларенважу Кайоде
- Аміну Умар
- Жерар Деулофеу
- Дженк Шахін
- Хьорхіан Де Арраскаета
- Аббосбек Махсталієв
- Сардор Рахманов
- Ігор Сергєєв

1 гол
- 66 гравців

Автогол
- Йозо Шимунович (проти Чилі)

## Підсумкова таблиця
| Поз | Команда        | І | В | Н | П | ГЗ | ГП | РГ | Результат                      |
| --- | -------------- | - | - | - | - | -- | -- | -- | ------------------------------ |
| 1   | Франція        | 7 | 4 | 2 | 1 | 15 | 6  | +9 |                                |
| 2   | Уругвай        | 7 | 4 | 2 | 1 | 10 | 3  | +7 |                                |
| 3   | Гана           | 7 | 4 | 0 | 3 | 16 | 12 | +4 |                                |
| 4   | Ірак           | 7 | 3 | 3 | 1 | 11 | 11 | 0  |                                |
| 5   | Іспанія        | 5 | 4 | 0 | 1 | 9  | 4  | +5 | Вибули в чвертьфіналі          |
| 6   | Чилі           | 5 | 2 | 1 | 2 | 9  | 8  | +1 | Вибули в чвертьфіналі          |
| 7   | Узбекистан     | 5 | 2 | 1 | 2 | 7  | 10 | −3 | Вибули в чвертьфіналі          |
| 8   | Південна Корея | 5 | 1 | 3 | 1 | 8  | 8  | 0  | Вибули в чвертьфіналі          |
| 9   | Колумбія       | 4 | 2 | 2 | 0 | 6  | 2  | +4 | Вибули в 1/8 фіналу            |
| 10  | Португалія     | 4 | 2 | 1 | 1 | 12 | 7  | +5 | Вибули в 1/8 фіналу            |
| 11  | Хорватія       | 4 | 2 | 1 | 1 | 4  | 4  | 0  | Вибули в 1/8 фіналу            |
| 12  | Нігерія        | 4 | 2 | 0 | 2 | 7  | 5  | +2 | Вибули в 1/8 фіналу            |
| 13  | Туреччина      | 4 | 2 | 0 | 2 | 6  | 6  | 0  | Вибули в 1/8 фіналу            |
| 14  | Парагвай       | 4 | 1 | 2 | 1 | 3  | 3  | 0  | Вибули в 1/8 фіналу            |
| 15  | Греція         | 4 | 1 | 2 | 1 | 4  | 5  | −1 | Вибули в 1/8 фіналу            |
| 16  | Мексика        | 4 | 1 | 0 | 3 | 6  | 6  | 0  | Вибули в 1/8 фіналу            |
| 17  | Єгипет         | 3 | 1 | 0 | 2 | 4  | 4  | 0  | Вибули після групового турніру |
| 18  | Сальвадор      | 3 | 1 | 0 | 2 | 2  | 7  | −5 | Вибули після групового турніру |
| 19  | Англія         | 3 | 0 | 2 | 1 | 3  | 5  | −2 | Вибули після групового турніру |
| 20  | Малі           | 3 | 0 | 2 | 1 | 2  | 5  | −3 | Вибули після групового турніру |
| 21  | Австралія      | 3 | 0 | 1 | 2 | 3  | 5  | −2 | Вибули після групового турніру |
| 22  | США            | 3 | 0 | 1 | 2 | 3  | 9  | −6 | Вибули після групового турніру |
| 23  | Нова Зеландія  | 3 | 0 | 0 | 3 | 1  | 7  | −6 | Вибули після групового турніру |
| 24  | Куба           | 3 | 0 | 0 | 3 | 1  | 10 | −9 | Вибули після групового турніру |

## Особливості турніру

### Трофей
Переможці стали першою командою, яка отримала оновлену версію трофею,.

### Vanishing spray
Під час цього турніру був вперше під егідою ФІФА використаний «Зникний спрей» (до цього втипробувався лише у конфедераціях КОНМЕБОЛ і КОНКААФ)

## Телетрансляція

### Латинська Америка
- (Уся Латинська Америка): ESPN і Fox Sports en Latinoamérica (40 матчів у прямому ефірі)
- Південна Америка і Карибський басейн: DirecTV Sports
- Мексика та Центральна Америка: Sky Sports Latin América
- Колумбія: Caracol Televisión, RCN Televisión
- Уругвай: Monte Carlo TV, Teledoce and Tenfield / VTV (32 матчі в прямому ефірі).
- Парагвай: SNT, Telefuturo, Tigo Sports (32 матчі в прямому ефірі).
- Мексика: TV Azteca, Televisa (телекомпанія), TDN (32 матчі в прямому ефірі).

### Азія
- Індонезія: antv, tvOne

### Європа
- Німеччина: ARD, ZDF
- Португалія: RTP

## References
1. ↑  Eight FIFA tournaments awarded. FIFA. 3 березня 2011. Архів оригіналу за 12 листопада 2012. Процитовано 18 червня 2011.
2. ↑  Turkey to host FIFA U-20 World Cup 2013. Турецька футбольна федерація. 3 березня 2011. Архів оригіналу за 23 червня 2018. Процитовано 3 березня 2011.
3. ↑  FIFA names Venues for U20 World Cup Turkey 2013. TRT World. 15 лютого 2012. Архів оригіналу за 26 лютого 2014. Процитовано 30 червня 2019.
4. ↑  France end Turkey on top. FIFA.com. 13 липня 2013. Архів оригіналу за 5 листопада 2014. Процитовано 30 червня 2019.
5. ↑  France win Under-20 World Cup final. ESPN. 13 липня 2013. Архів оригіналу за 14 серпня 2013. Процитовано 15 серпня 2013.
6. ↑  Remarkable interest in hosting FIFA competitions (Пресреліз). "FIFA.com". 17 січня 2011. Архів оригіналу за 12 листопада 2013. Процитовано 21 квітня 2012.
7. ↑  FIFA U20 Dünya Kupası biletleri satışa çıktı (Turkish) . Turkish FootballFederation. 1 грудня 2012. Архів оригіналу за 26 вересня 2018. Процитовано 30 листопада 2012.
8. ↑  One year to go to Turkey. FIFA.com. 21 червня 2012. Архів оригіналу за 4 липня 2012. Процитовано 30 червня 2019. {{cite web}}: Вказано більш, ніж один |deadlink= та |deadurl= (довідка)
9. ↑  Ticket sales of FIFA U-20 World Cup Turkey 2013 to start. FIFA.com. 28 листопада 2012. Архів оригіналу за 9 липня 2014. Процитовано 30 червня 2019.
10. ↑  Turks targeting full houses. FIFA.com. 30 листопада 2012. Архів оригіналу за 25 грудня 2012. Процитовано 1 грудня 2012.
11. ↑  FIFA U20 Dünya Kupası Şehir Logoları (тур.). lazhaber.com. 20 березня 2013. Архів оригіналу за 24 березня 2013. Процитовано 30 червня 2019.
12. ↑  FIFA U-20 World Cup 2013 emblem & host cities (англ.). Turkish-football.com. 26 червня 2012. Архів оригіналу за 6 квітня 2013. Процитовано 20 березня 2013.
13. ↑  FIFA Match Calendar (англ.). "FIFA.com". Архів оригіналу за 22 липня 2011. Процитовано 22 вересня 2012.
14. ↑  FIFA U-20 World Cup announce draw details (англ.). "FIFA.com". 12 лютого 2013. Архів оригіналу за 21 березня 2015. Процитовано 30 червня 2019.
15. ↑  Hosts face CONMEBOL champs, France meet Spain. FIFA.com. 25 березня 2013. Архів оригіналу за 9 липня 2014. Процитовано 30 червня 2019.
16. ↑  Egypt claim U-20 CAF championship, learn placement. FIFA.com. 30 березня 2013. Архів оригіналу за 9 липня 2014. Процитовано 30 червня 2019.
17. ↑  Referees appointed for FIFA U-20 World Cup 2013. FIFA.com. 13 травня 2013. Архів оригіналу за 9 липня 2014. Процитовано 30 червня 2019.
18. ↑  Referees for the FIFA U-20 World Cup Turkey 2013 (PDF). FIFA.com. Архів оригіналу (PDF) за 4 березня 2016. Процитовано 30 червня 2019.
19. ↑  Turkey 2013 squad lists published. FIFA.com. Fédération Internationale de Football Association. 14 червня 2013. Архів оригіналу за 9 липня 2014. Процитовано 30 червня 2019.
20. ↑  FIFA U-20 World Cup Turkey 2013 List of Players (PDF). FIFA.com. Fédération Internationale de Football Association. Архів оригіналу (PDF) за 24 вересня 2015. Процитовано 30 червня 2019.
21. 1 2 3 4  Regulations – FIFA U-20 World Cup 2013 (PDF). FIFA.com. Архів оригіналу (PDF) за 10 лютого 2017. Процитовано 30 червня 2019.
22. ↑  FIFA U-20 World Cup Turkey schedule (PDF). FIFA. 31 травня 2013. Архів оригіналу (PDF) за 25 червня 2013. Процитовано 31 травня 2013.
23. ↑  FIFA U-20 World Cup Turkey 2013 – Awards. FIFA.com. Fédération Internationale de Football Association. Архів оригіналу за 26 квітня 2019. Процитовано 16 червня 2019.
24. ↑  Future stars will fight for this cup. u20dunyakupasi2013.com. 15 квітня 2013. Архів оригіналу за 23 квітня 2013. Процитовано 19 квітня 2013.
25. ↑  FIFA Trophies (PDF). Архів оригіналу (PDF) за 5 березня 2016. Процитовано 30 червня 2019.
26. ↑  Vanishing spray to be used for first time in a FIFA competition. FIFA.com. 19 червня 2013. Архів оригіналу за 25 червня 2013. Процитовано 23 червня 2013.